# War Master
Albums de Bolt Thrower
Realm of Chaos
(1989) The IVth Crusade
(1992)
War Master est le troisième album studio du groupe de Death metal anglais Bolt Thrower. L'album est sorti en février 1991 sous le label Earache Records.
Contrairement à son prédécesseur, Realm of Chaos, à dominance Grindcore, cet album est dans une lignée beaucoup plus Death metal, les éléments Grindcore étant quasiment abandonnés.
Le titre Cenotaph poursuit la thématique du titre World Eater, qui est présent sur l'album précédent du groupe.

## Musiciens
- Karl Willetts - chant
- Gavin Ward - guitare
- Barry Thompson - guitare
- Andrew Whale - batterie
- Jo Bench - basse

## Liste des morceaux
1. Intro... Unleashed (Upon Mankind) – 6:13
2. What Dwells within – 4:18
3. The Shreds of Sanity – 3:26
4. Profane Creation – 5:32
5. Destructive Infinity – 4:14
6. Final Revelation – 3:55
7. Cenotaph – 4:03
8. War Master – 4:17
9. Rebirth of Humanity – 4:01
10. Afterlife – 5:59